# New Country Hits
New Country Hits è un album in studio del cantante statunitense George Jones, pubblicato nel 1965.

## Tracce
1. Love Bug (Wayne Kemp, Curtis Wayne) – 2:03
2. Til I Hear from You (Jones, Jack Ripley) – 2:26
3. I Made Her That Way (Jones, Dale Ward) – 2:24
4. I'm Wasting Good Paper (Earl Montgomery) – 2:29
5. Along Came You (Jones, Kemp, Jack Rich) – 2:30
6. I'd Rather Switch Than Fight (Kemp) – 2:05
7. Things Have Gone to Pieces (Leon Payne) – 2:52
8. If You Won't Tell on Me (Dallas Frazier) – 2:35
9. Memory is a Flower (Jones, Jimmy Day) – 2:59
10. Feeling Single, Seeing Double (Kemp) – 2:07
11. We're Watching Our Step (E. Montgomery, Melba Montgomery) – 2:58
12. Take Me (Jones, Payne) – 2:40